# Podobnik
Podobnik je priimek več znanih Slovencev:
- Andrej Podobnik (*1953), biolog, botanik, pedagog
- Andreja Sterle Podobnik (*1976), ultramaratonka, Slovenka leta
- Anton Podobnik (1755—1809), pravnik in politik
- Blaž Podobnik, publicist, pedagog in glasbenik
- Bogdan Podobnik (1933—2010), kemik
- Boris Podobnik, hrvaški ekonomist, univ. prof. v Zagrebu (strokovnjak za finance, gostujoči predavatelj na EF UL)
- Boštjan Podobnik (*1967), fizik
- Branko Podobnik (*1945), novinar
- Brigita Podobnik (1905—1981), učiteljica in kulturna delavka
- Brunoslav (Slavko) Podobnik (1911—1971), duhovnik, katehet in zborovodja
- Frane Podobnik (1949—2019), radijski urednik, prevajalec (rusist)
- Janez Podobnik (*1959), zdravnik in politik
- Josip Podobnik (1904—1976), trgovec, prosvetni delavec in politik
- Jože Podobnik (1923 - ?), novinar (časnikar)
- Klemen Podobnik (*1972), pravnik, izredni profesor PF UL
- Lojze Podobnik (*1949), upokojeni kriminalist, slov.-romski pesnik, publicist
- Marjan Podobnik (*1960), agronom, podjetnik in politik
- Marjetka Podobnik (*1967), biokemičarka, strukturna biologinja
- Mirjam Podobnik (*1965), koreogragfinja
- Nejc Podobnik (*1992), tekstopisec in skladatelj
- Nejko Podobnik (*1940), novinar, ust. Radio Žiri (Radio Sora)
- Rafael Podobnik (*1942), zobozdravnik, "izrazni" fotograf in raziskovalec
- Tadej Podobnik, pianist, glasbeni pedagog
- Tomaž Podobnik (*1965), fizik
- Vinko Podobnik (*1952), slikar amater, risar
- Žiga Podobnik, odvetnik